# Nalute (distrito)
Nalute (em árabe: نالوت‎; romaniz.: Nālūt) é distrito da Líbia com capital em Nalute. Sua segunda cidade mais notável é Gadamés. Ele faz divisa a norte e oeste com a Tunísia (Médenine e Tatauine) e Argélia, a nordeste com Nigatal Homs, a leste com Jabal Algarbi e a sul com Axati. Em 2007, incorporou o distrito de Gadamés, enquanto sua porção oriental foi entregue a Jabal Algarbi.
Foi criado em 1983, como uma das municipalidades da Líbia, mas em 1987, com a reorganização do território, foi incorporada a Gadamés. Em 2001, foi recriada ao ser separada de Gadamés. Segundo censo de 2001, tinha 59 583 residentes e segundo o de 2012, 97 333, dos quais 95 808 são líbios e 1 525 não-líbios. O tamanho médio das famílias líbias era 5.28, enquanto o tamanho médio das não-líbios era de 3.4. Há no total 19 555 famílias no distrito, com 19 068 sendo líbias e 487 não-líbias. Em 2012, aproximados 423 indivíduos morreram no distrito, dos quais 321 eram homens e 102 eram mulheres.

## Localidades do distrito
- Badre
- Derje
- Gadamés
- Gazaia
- Nalute